# Демагін Сергій Олександрович
Сергій Олександрович Демагін (біл. Сяргей Аляксандравіч Дзямагін; 19 липня 1986, м. Мінськ, СРСР) — білоруський хокеїст, лівий нападник. Виступає за «Сєвєрсталь» у Континентальній хокейній лізі. 
Виступав за «Динамо» (Мінськ), «Нафтохімік» (Нижньокамськ), «Югра» (Ханти-Мансійськ), «Автомобіліст», «Торпедо» (Нижній Новгород).
У складі національної збірної Білорусі провів 36 матчів (7+8); учасник зимових Олімпійських ігор 2010 (4 матчі, 0+1), учасник чемпіонатів світу 2007, 2009, 2010 і 2011 (22 матчі, 6+1). У складі молодіжної збірної Білорусі учасник чемпіонату світу 2006 (дивізіон I).
Досягнення
- Чемпіон Білорусі (2007), срібний призер (2006), бронзовий призер (2008).